# Golpe de Estado de 17 de junho de 1980 em Bangladesh
O golpe de Estado de 17 de junho de 1980 em Bangladesh foi um golpe de Estado fracassado em Bangladesh contra o presidente Ziaur Rahman. O golpe foi liderado pela ala esquerda de Jatiya Samajtantrik Dal e Purba Banglar Sarbahara que desencadeou uma revolta no acantonamento de Daca.

## Contexto
A situação política em Bangladesh no início da década de 1980 era composta de tensões sociais e insegurança. Com a ascensão do maior bloco de oposição no parlamento e a instalação de um governo civil, o de Ziaur Rahman, em vigor há três anos, afirma que "trouxe ordem ao caos". O presidente fez algumas ações populares e conquistou o apoio da classe popular. No entanto, enchentes, inflação e insatisfação da classe média estavam pressionando o governo Rahman.

## Golpe de estado
O golpe foi liderado pela ala esquerda de Jatiya Samajtantrik Dal e Purba Banglar Sarbahara que desencadeou uma revolta no acantonamento de Daca em 17 de junho de 1980. O objetivo era tomar o poder enquanto o presidente Ziaur Rahman fazia uma viagem oficial ao exterior, em Londres. O golpe foi esmagado pelo governo de Bangladesh. Isso resultou na morte de algumas centenas de oficiais do exército e soldados.
O sultão Shahriar Rashid Khan e Shariful Haque Dalim participaram do golpe e fugiram de seus postos diplomáticos. Khan retorna depois de fazer "um acordo com o presidente Ziaur Rahman". Dalim voltou ao seu posto depois que o presidente Hossain Mohammad Ershad.
O tenente-coronel Md Abdul Aziz Pasha foi nomeado primeiro secretário da Missão de Bangladesh em Roma, Itália. Aziz Pasha foi preso em Daca pelo seu envolvimento no golpe de estado de 17 de junho de 1980, mas ele também chegou a um acordo com o governo, dias depois de concordar em testemunhar sobre o golpe, e novamente obteve um posto diplomático como conselheiro em Roma. Ele também serviu em Nairóbi, Quênia.